# San Pedro Garza García
San Pedro Garza García is een stad in de staat Nuevo León in het noordoosten van Mexico. Het is een voorstad van Monterrey en heeft 122.659 inwoners (census 2010). Het staat bekend als de meest welvarende gemeente van Latijns-Amerika. In de volksmond wordt het meestal San Pedro genoemd, of Garza García.
De stad ligt in een vallei omgeven door bergen, waarvan de belangrijkste de Loma Larga en de Sierra Madre Oriental zijn. San Pedro heeft een hoge graad van ontwikkeling en herbergt veel parken, scholen en kantoren van bedrijven, zoals Cemex, een Mexicaans bedrijf van cement en beton, Sun Microsystems en Vitro, een van de belangrijkste glasfabrieken van Noord-Amerika. Er is een glasvezelnetwerk aangelegd naar alle woningen van de gemeente. San Pedro is de stad met het hoogste gemiddelde inkomen van geheel Latijns-Amerika.

## Geschiedenis
San Pedro werd gesticht op 20 november 1596, twee maanden na de stichting van zijn grotere buurstad Monterrey. Het heette toen Hacienda Los Nogales en was niet meer dan een plantage van allerlei voedsel zoals graan, tarwe en bonen.  Tot de eerste kolonisten behoorde Miguel de Montemayor, zoon van Alberto del Canto, de stichter van de stad Saltillo in de staat Coahuila. In de achttiende eeuw kreeg de plantage langzamerhand de naam San Pedro ter ere van Sint Petrus.
Men probeerde er naast de plantage ook een echte nederzetting te stichten, maar dit lukte niet tot ver in de negentiende eeuw. Uiteindelijk kreeg het op 14 december 1882 de status van Villa (stad) en kreeg het de naam Garza García ter ere van de gouverneur van Nuevo León Genaro Garza García. Pas in 1988 kreeg het zijn huidige naam, waarin opnieuw de benaming die het al eeuwen had, is verwerkt.

## Geboren
- Mateo Chávez (2004), voetballer

## Galerij

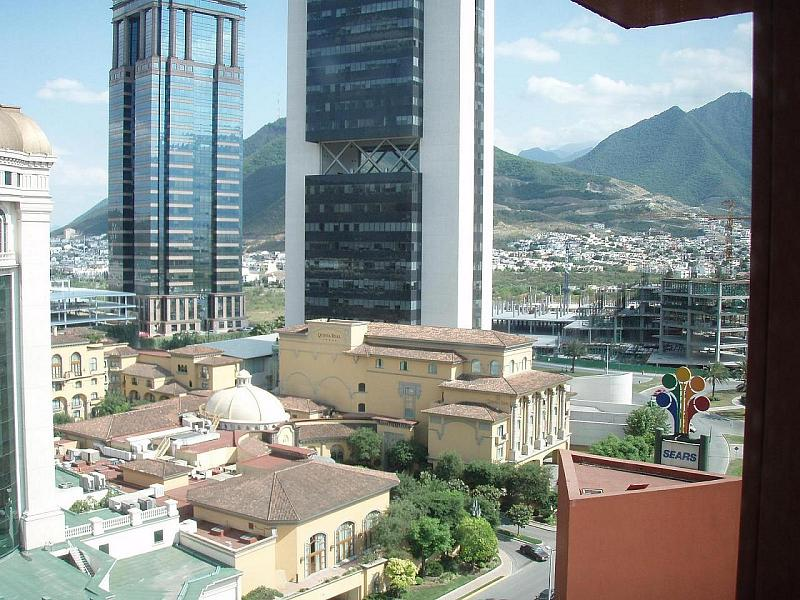
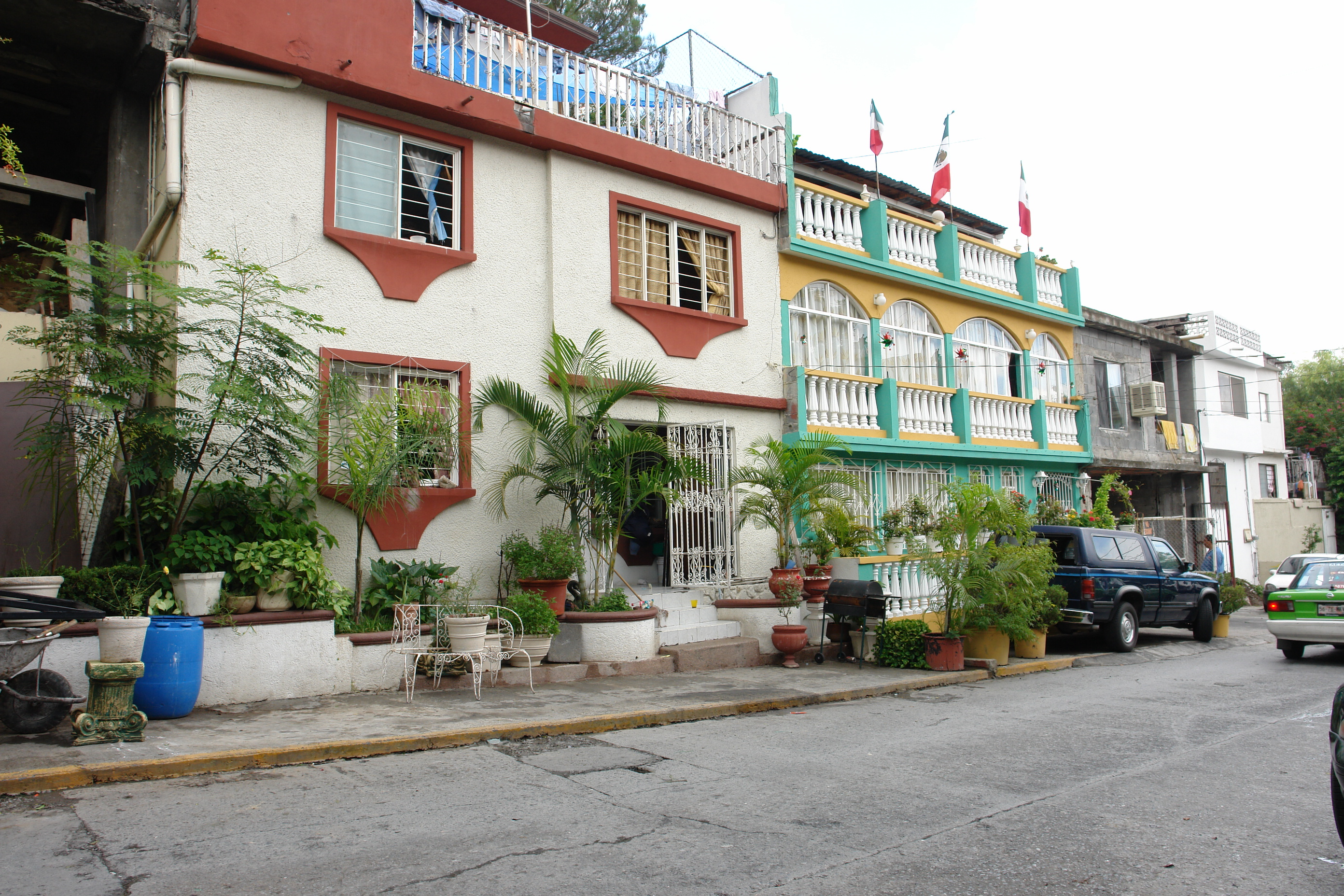
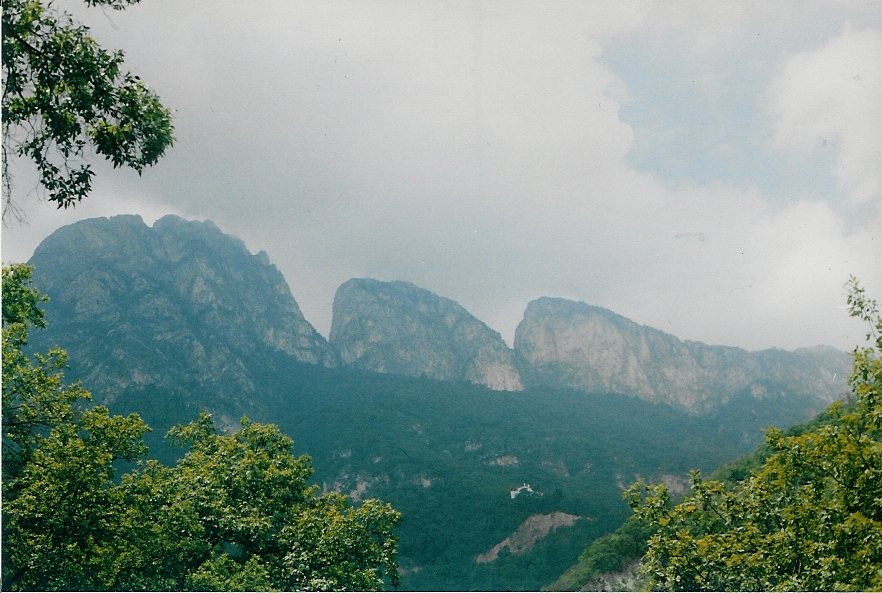
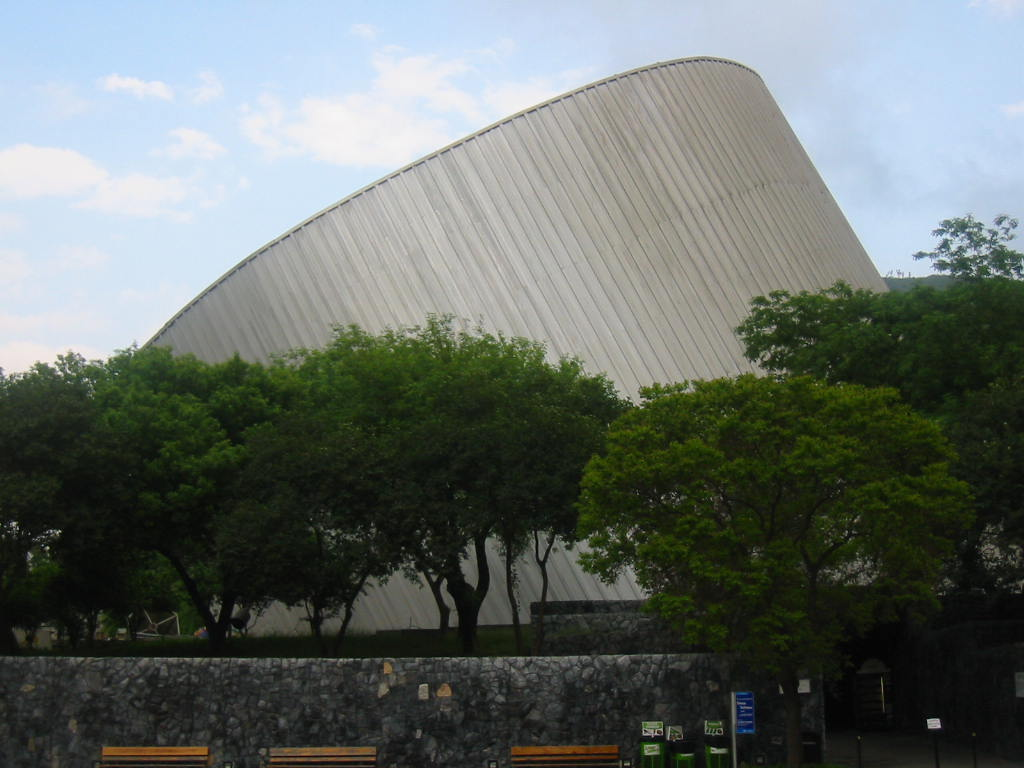

Apodaca · Escobedo · García · Guadalupe · Juárez · Monterrey · Santa Catarina · San Nicolás de los Garza · San Pedro Garza García